# Панайотов, Филип
Филип Ламбев Панайотов (30 октября 1933, село Златарица — 14 июня 2023, София) — болгарский писатель, публицист, исследователь истории болгарской журналистики и полиграфии. Профессор Софийского университета.

## Биография
Родился 30 октября 1933 года в селе Златарица. Изучал историю в Софийском университете до 1956 года. Работал репортёром в БТА (1956—1958), газете «Патриот» (1958—1960). Заведовал отделом в газете «Народна младеж» (1960—1965). Ответственный редактор газеты «Пулс» (1956-0967), главный редактор журнала «Младеж» (1968—1974). Основатель и главный редактор газеты «АБВ» (1979—1989). Основатель и первый директор издательства Софийского университета (1986—1989).
С 1972 года доцент Софийского университета. Защитил докторскую диссертацию на тему «Болгарская периодическая печать и Сентябрьское восстание 1923» (болг. «Българският периодичен печат и Септемврийското въстание 1923»,1980). Декан факультета журналистики (1972-1982). Профессор Софийского университета с 1984 года. Преподаватель истории болгарской журналистики, истории болгарской публицистики и политической цензуры. С 1984 по 1992 заведовал кафедрой «История и теория журналистики». Читал лекции в Варненском свободном университете и в Университете национального и мирового хозяйства по болгарской национальной психологии.
Член Коммунистической партии Болгарии и Болгарского исторического общества с 1964 по 1990 год, член Союза болгарских журналистов с 1960 года.
Умер 14 июня 2023 года.

## Творческая деятельность
Автор научных, публицистических и художественных произведений. Редактор издания «Алманах на Софийския университет „Климент Охридски“ 1938—1988» и альманаха «България 20 век» (1999).
Награждён орденом «Кирилл и Мефодий» I степени и почётным званием «Заслуженный деятель культуры» (1983). Обладатель профессиональных наград: первой премии Союза болгарских журналистов (1980), гран-при Союза болгарских журналистов имени Йосифа Хербста (2004). Отмечен синей лентой — почётным знаком Софийского университета.